# Long Tall Sally (EP)
Long Tall Sally (EP) – piąty minialbum brytyjskiego zespołu muzycznego The Beatles, wydany w 1964 roku. Jest to pierwszy minialbum zawierający premierowy materiał, niewydany na żadnym albumie długogrającym. Płyta zawierała 3 covery standardów rock and rollowych i jedną piosenkę własną utrzymaną w podobnym stylu (I Call Your Name). Producentem tej monofonicznej płyty był George Martin a wydawcą wytwórnia Parlophone.
W 2004 utwór tytułowy został sklasyfikowany na 56. miejscu listy 500 utworów wszech czasów magazynu Rolling Stone.

## Spis utworów

### Strona pierwsza
| 1. | Long Tall Sally (Johnson/Penniman /Blackwell) | 2:03  |
|    |                                               |       |
| 2. | I Call Your Name (Lennon/McCartney)           | 2:09  |
|    |                                               |       |
|    |                                               | 04:12 |
|    |                                               |       |

### Strona druga
| 1. | Slow Down (Larry Williams) | 2:56  |
|    |                            |       |
| 2. | Matchbox (Carl Perkins)    | 1:58  |
|    |                            |       |
|    |                            | 04:54 |
|    |                            |       |

## Skład
- George Harrison – gitara prowadząca
- John Lennon – gitara rytmiczna, śpiew
- Paul McCartney – gitara basowa, fortepian, śpiew
- Ringo Starr – perkusja, śpiew
- George Martin – producent